# Asura conflua
Asura conflua là một loài bướm đêm thuộc phân họ Arctiinae, họ Erebidae.